# Mitsubishi Delica
Mitsubishi Delica — мікроавтобуси японської компанії Mitsubishi Motors.

## Перше покоління (1968–1979)

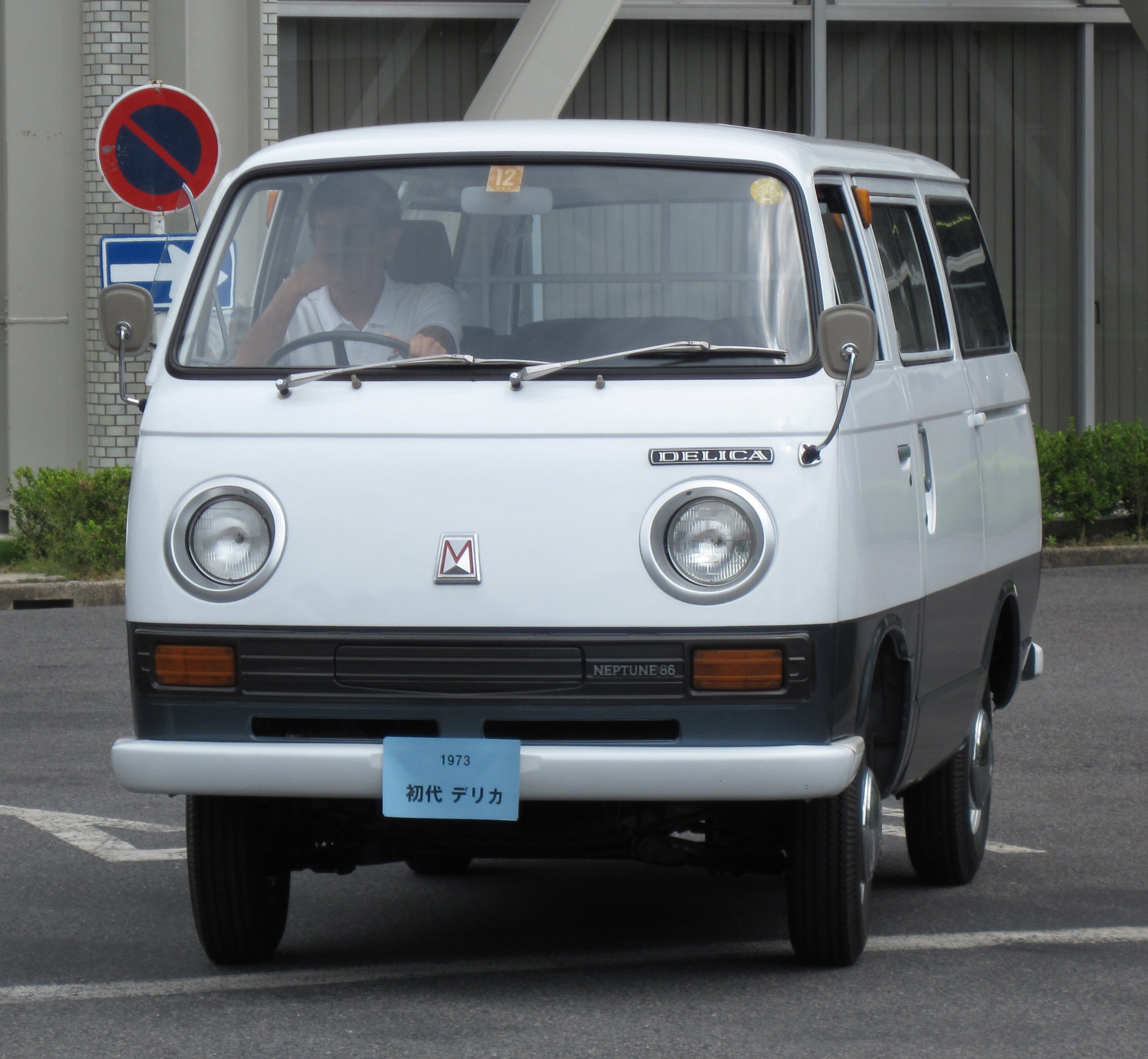
Mitsubishi Delica 1

Виробництво популярної в Японії комерційної моделі Delica почалося в 1968 році. Світові був представлений пікап, який з корисним вантажем в 6 центнерів мав максимальну швидкість 115 км/год.
Через рік в модельному ряду з'явилися вантажний і пасажирський фургон. Пасажирська версія отримала назву Star Wagon і з повним комфортом могла вміщати 9 пасажирів.

## Друге покоління (1979–наш час)

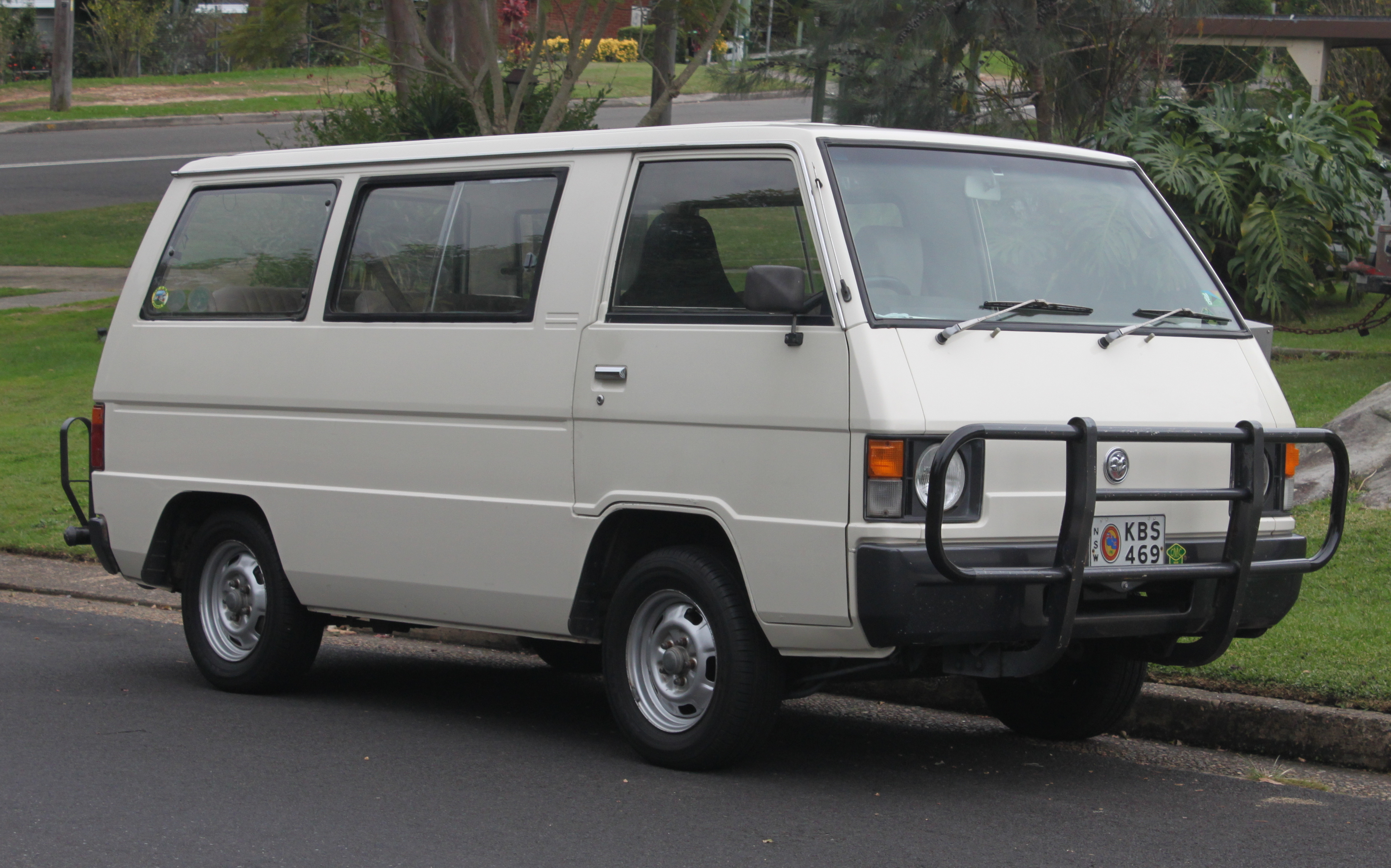
Mitsubishi L300 Express (SB)

До 1979 року популярність моделі Delica сильно зростає, щоб охопити широкі потреби покупців, фахівцями Mitsubishi було проведено безліч модельних змін.
У 1982 році в Японії з'явився перший 4WD фургон Delica.
Поза межами Японії Delica називається Mitsubishi L300. Модель швидко придбала міжнародну репутацію надійності, довговічності і видатних експлуатаційних показників.

## Третє покоління (1986–2013)

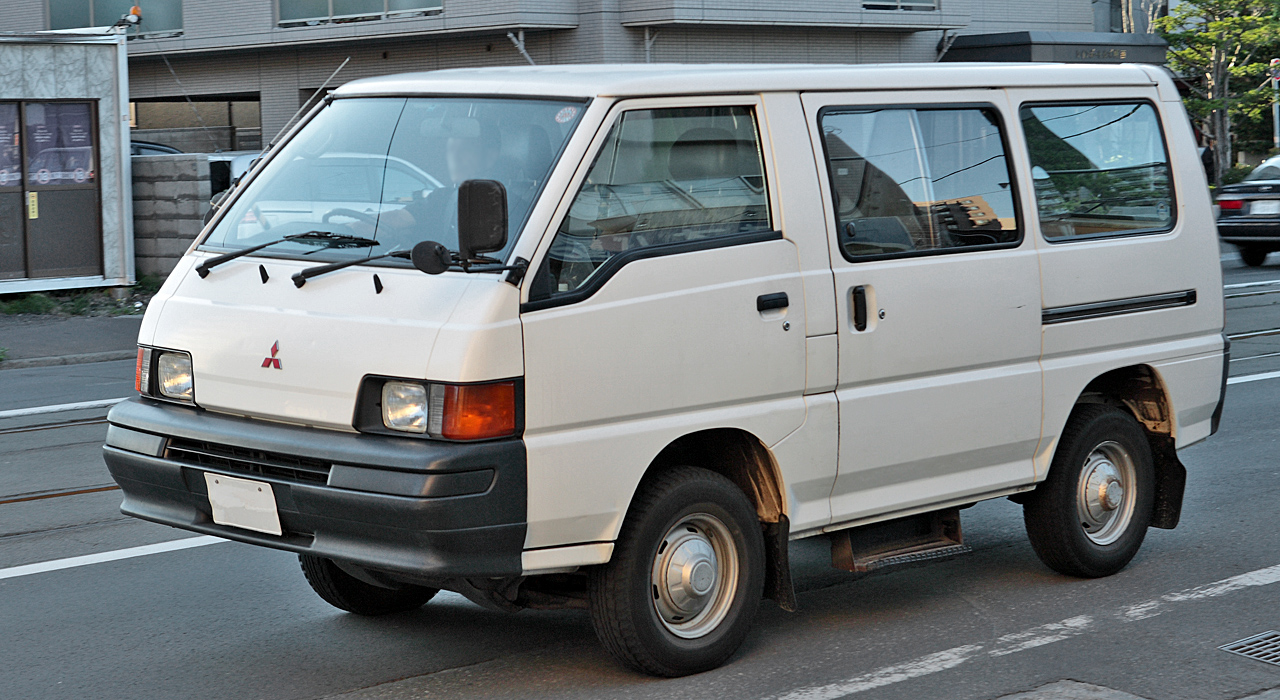
Mitsubishi Delica 3

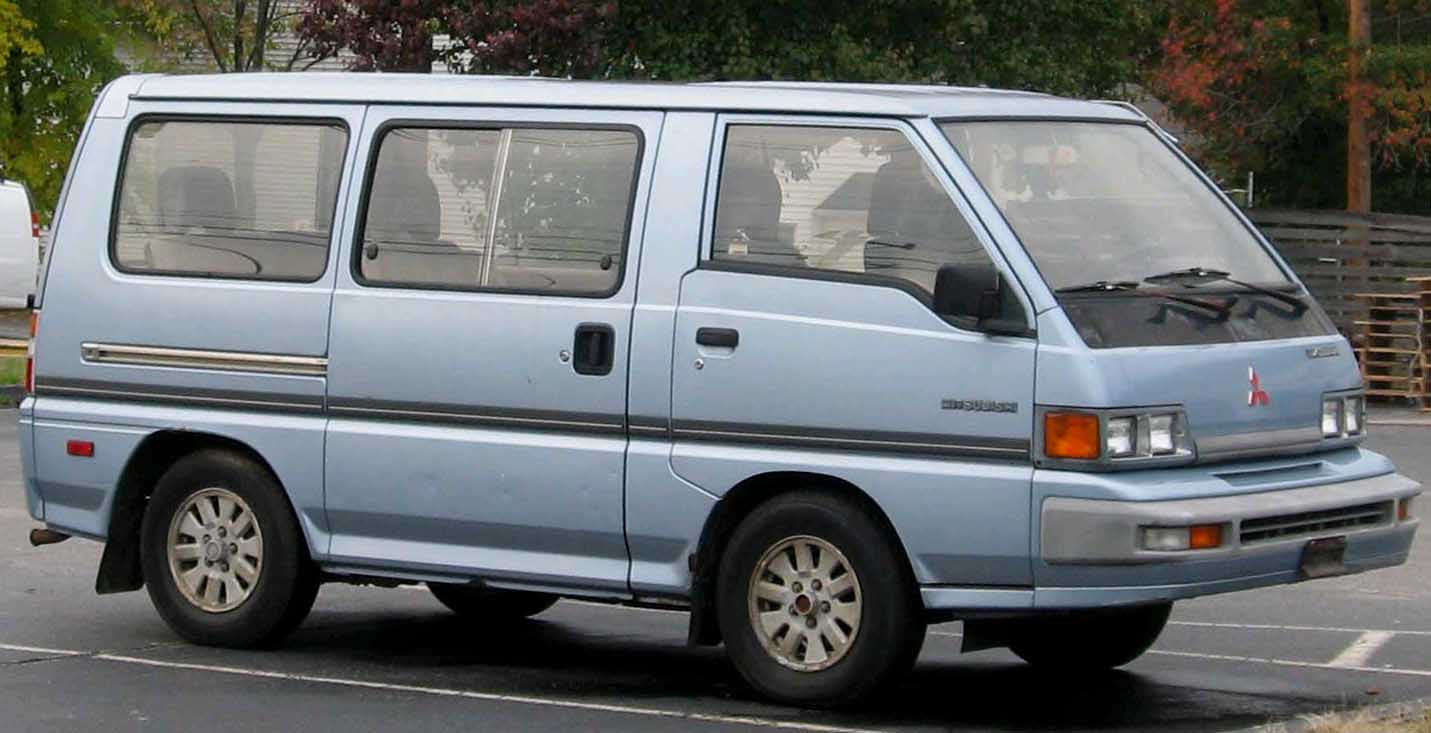
Mitsubishi L300

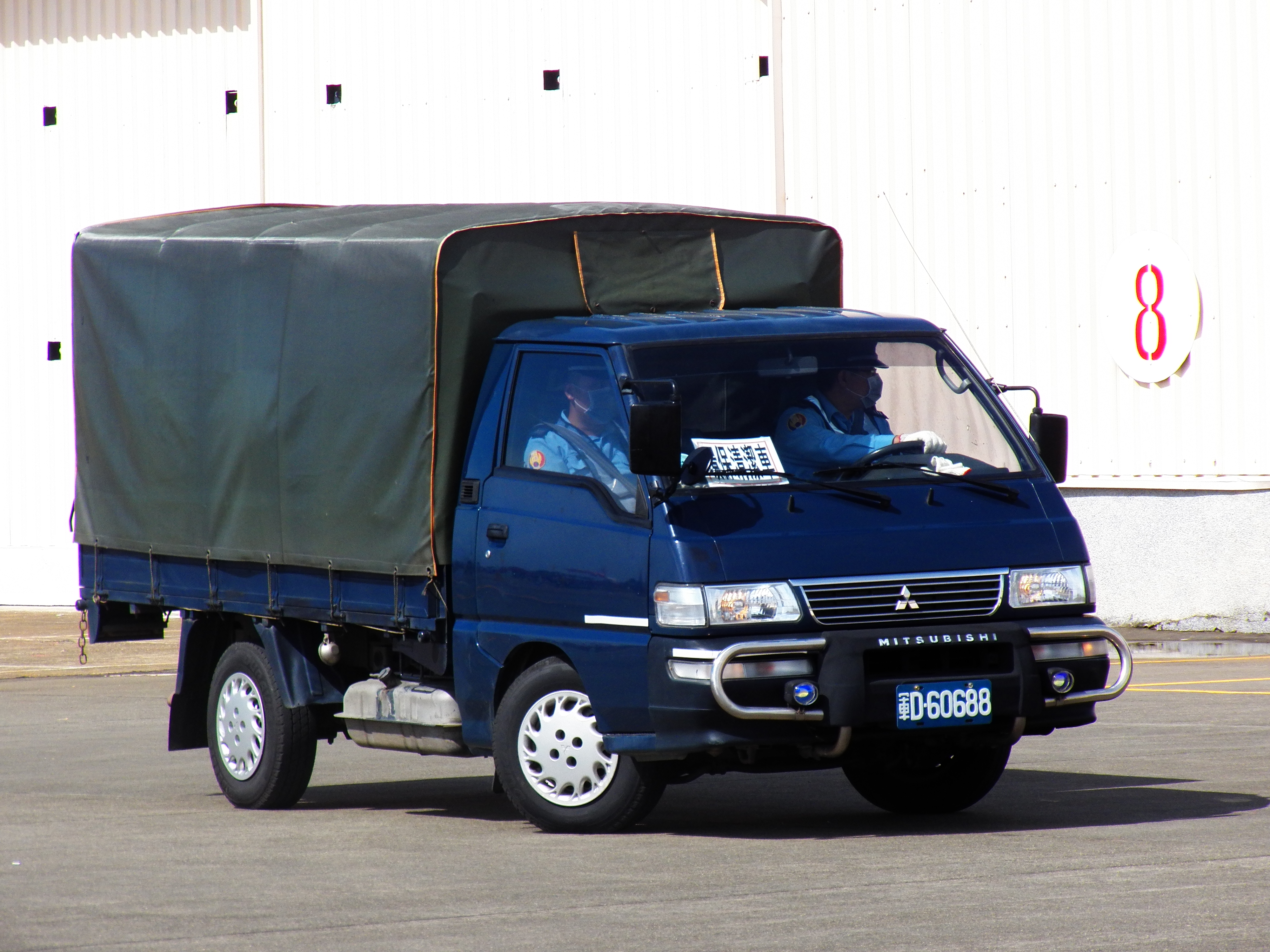
Mitsubishi Delica Truck

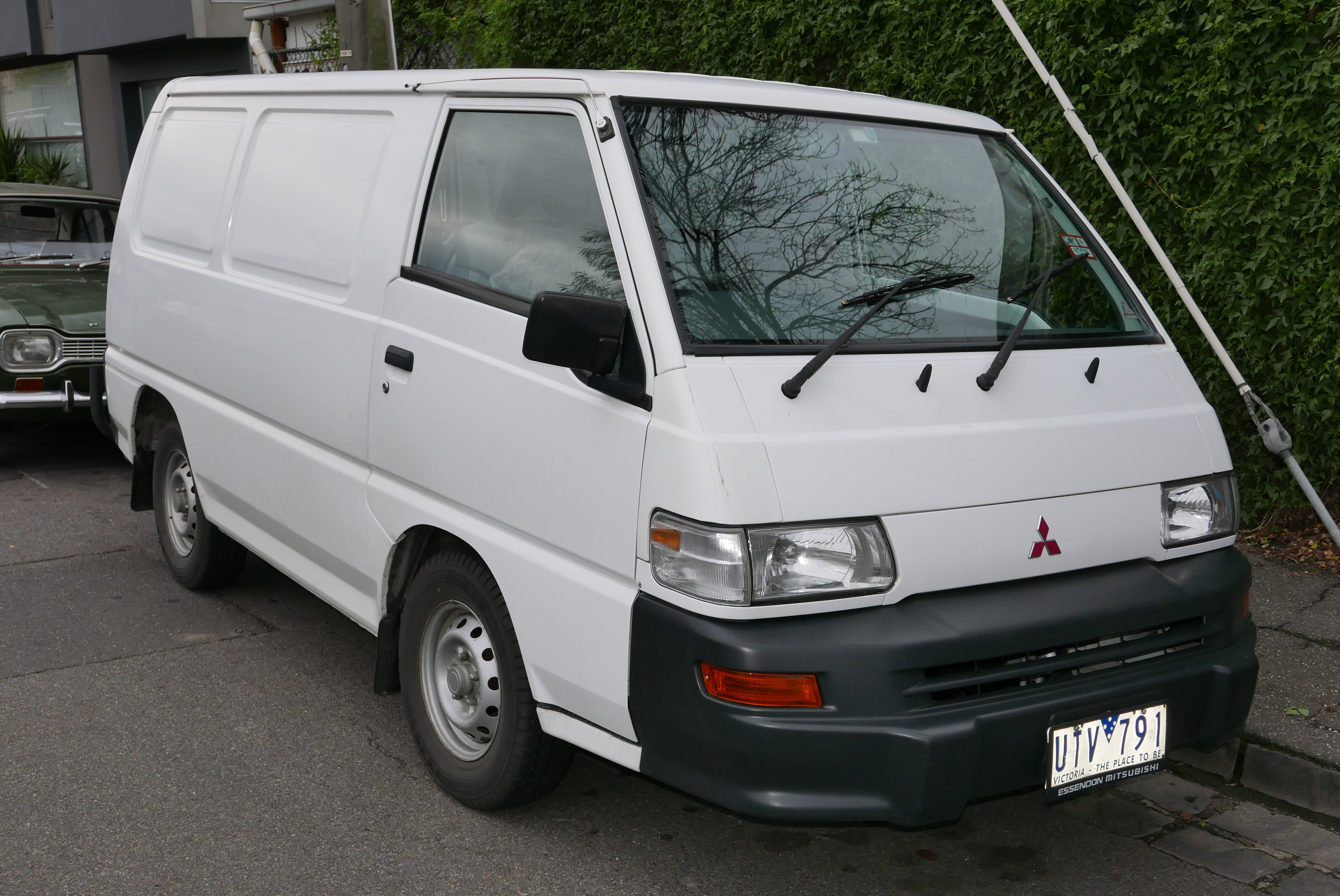
Mitsubishi Express

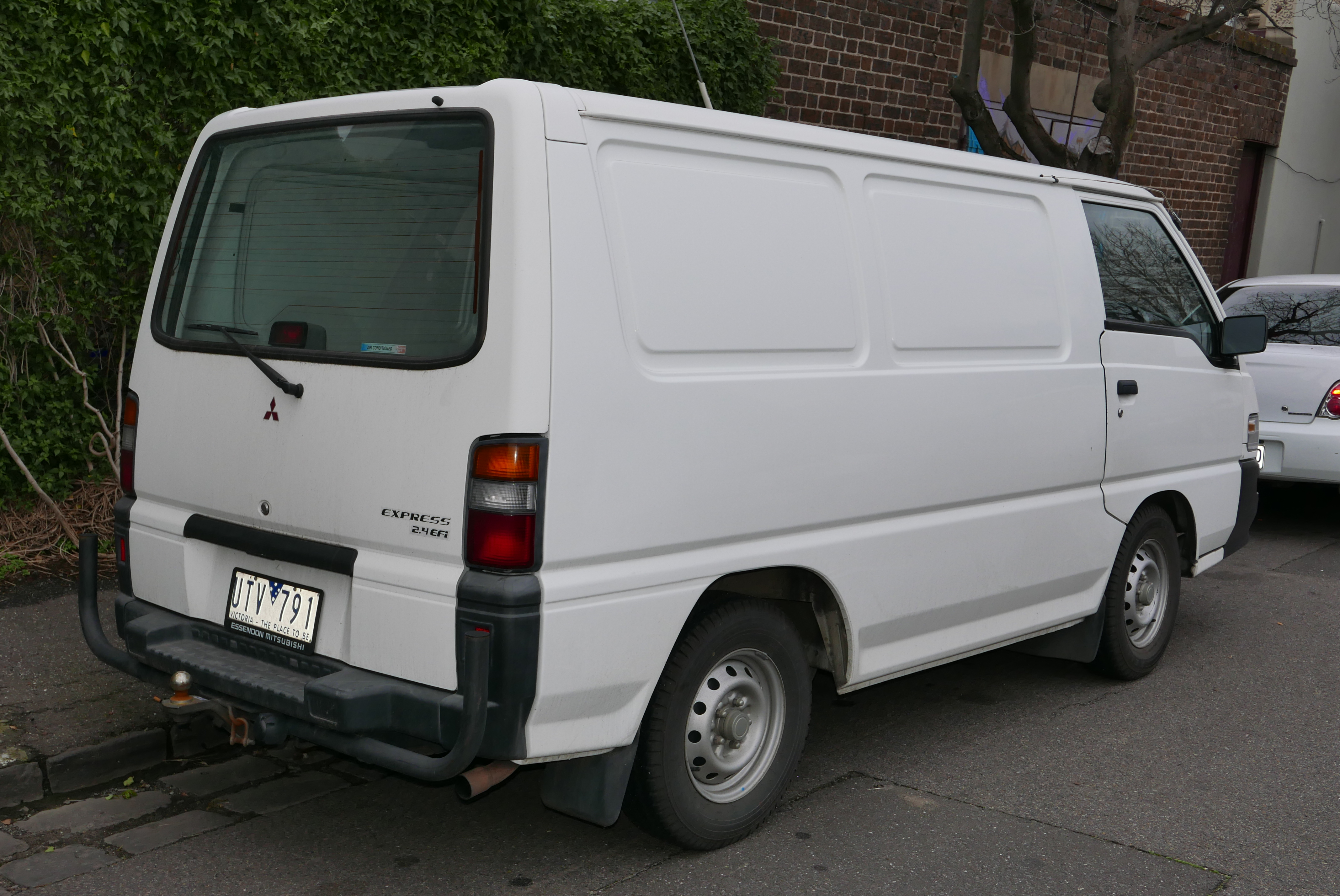
Mitsubishi Express

У 1986 році Delica піддалася повній зміні. Зовнішність отримала нову аеродинамічну форму і елегантні лінії. Плюс до цього довговічний кузов і вбудовані системи безпеки. Автомобіль користувався величезним попитом у Японії. Зовнішність моделей третього покоління стала ще більш стрімкою, але моделі Express були зняті з виробництва. Доступна пасажирська версія була представлена у GL, GLX, GLS і 4WD комплектаціях.Протягом тривалого періоду виробництва, Mitsubishi L300 був доступний з чималою кількістю двигунів. Перші два покоління постачались з бензиновими 1.4, 1.8 і 2.4-літровим та дизельним 2.5-літровим двигунами. Потужність двигунів розподілялась як на задні, так і на всі колеса. Повнопривідні моделі створювались на основі  Pajero. У проміжку від 1986 до 1994 базові моделі GL оснащувались 2.0-літровим чотирициліндровим двигуном на 87 кВт потужності. Моделі GLX відрізнились 2.4-літровим чотирициліндровим двигуном. Топові GLS отримали 3.0-літровий V6. Компонувались двигуни п’ятиступінчастою механічною коробкою стандартно та чотириступінчастою автоматичною опційно.  Виробництво вантажного фургону припинилось у 2003 році.

### Двигуни
- 1,439 л 4G33 I4
- 1,597 л 4G32 I4
- 1,795 л 4G62 I4
- 1,997 л 4G63 I4
- 2,351 л 4G64 I4
- 2,476 л 4D56 I4 (diesel)
- 2,476 л 4D56 I4 (turbo diesel)
- 2,607 л D4BB I4 (diesel)

## Четверте покоління (1994–2007)

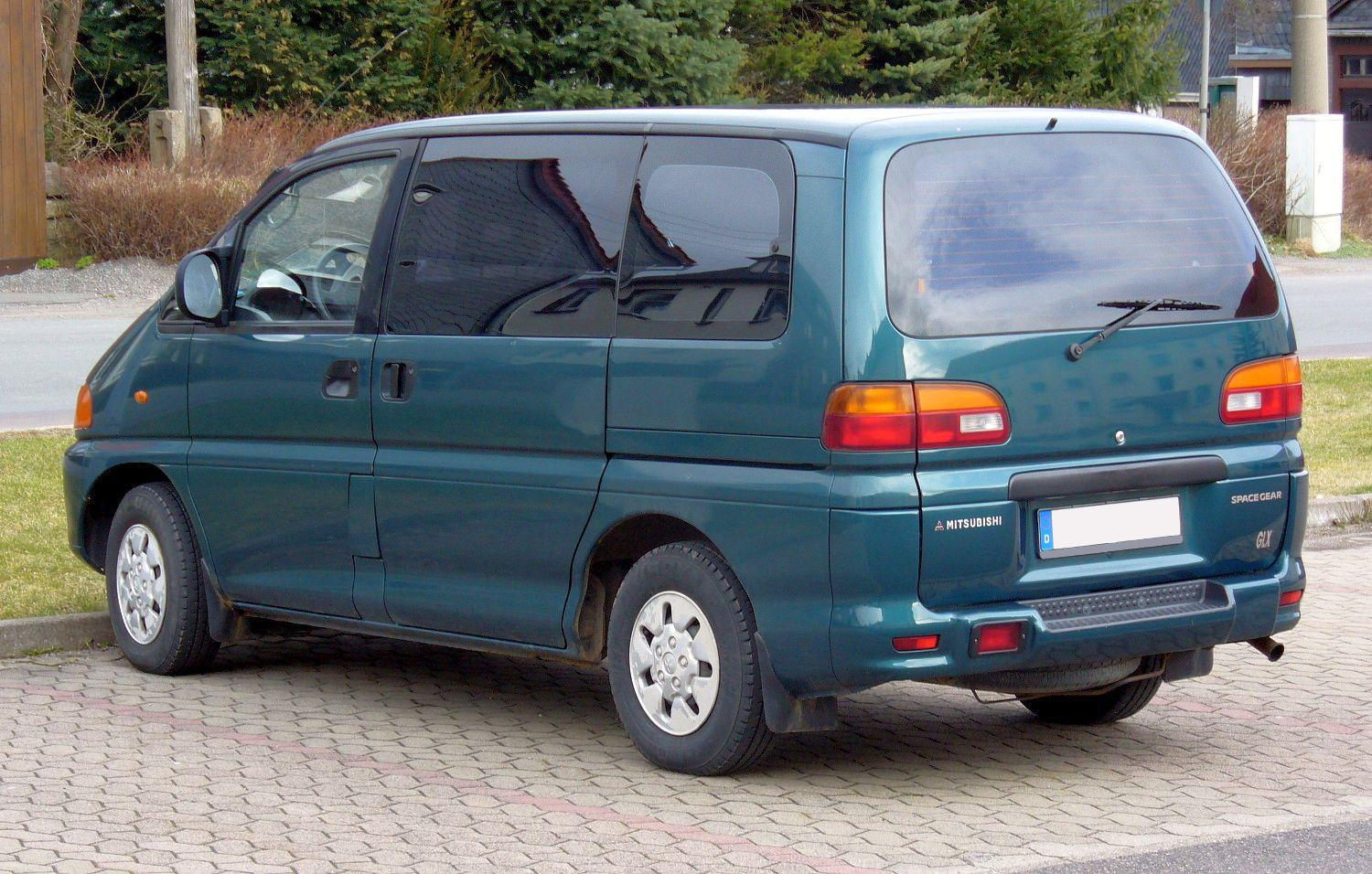
Mitsubishi Space Gear (1994-1997)

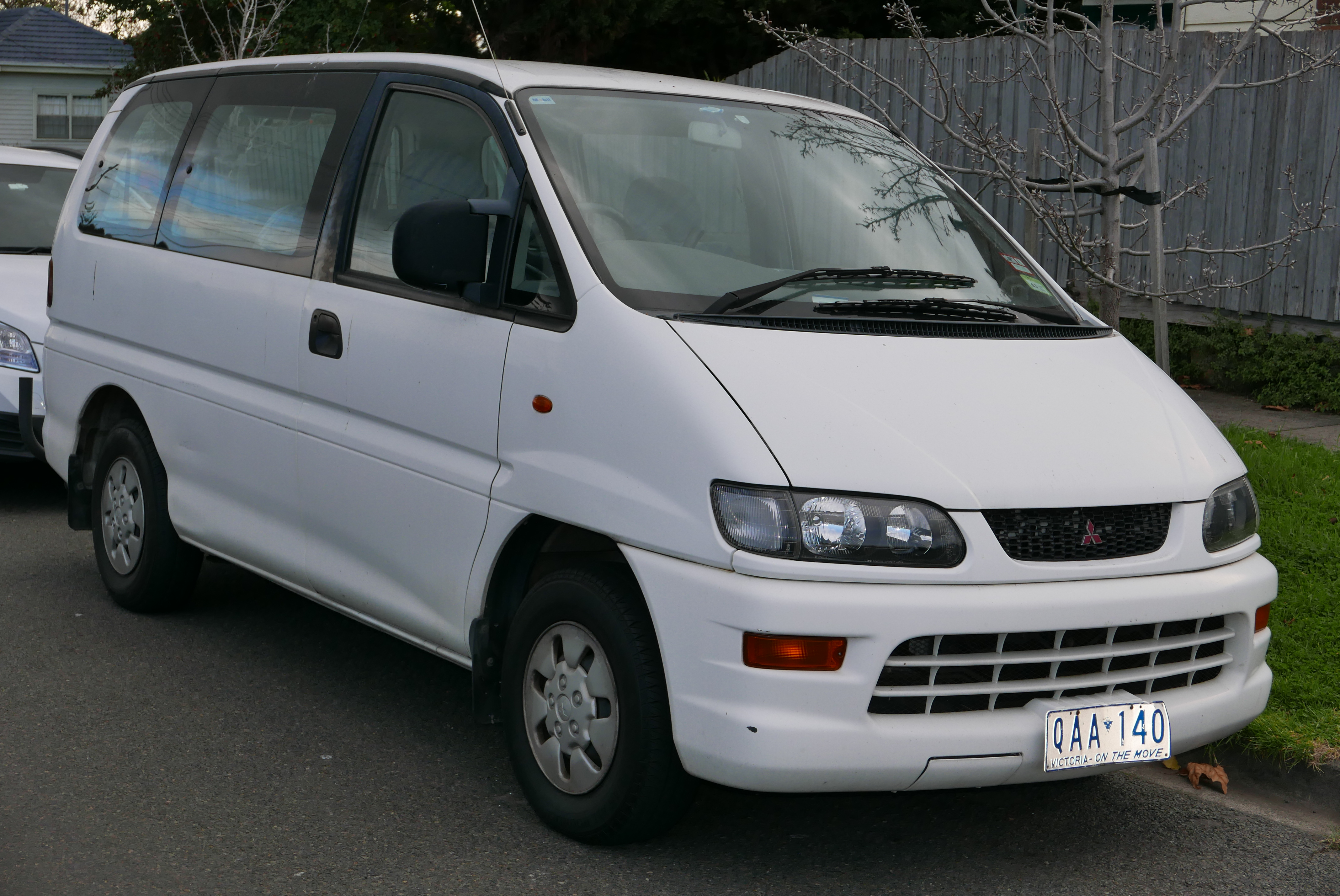
Mitsubishi Space Gear (1997-2007)

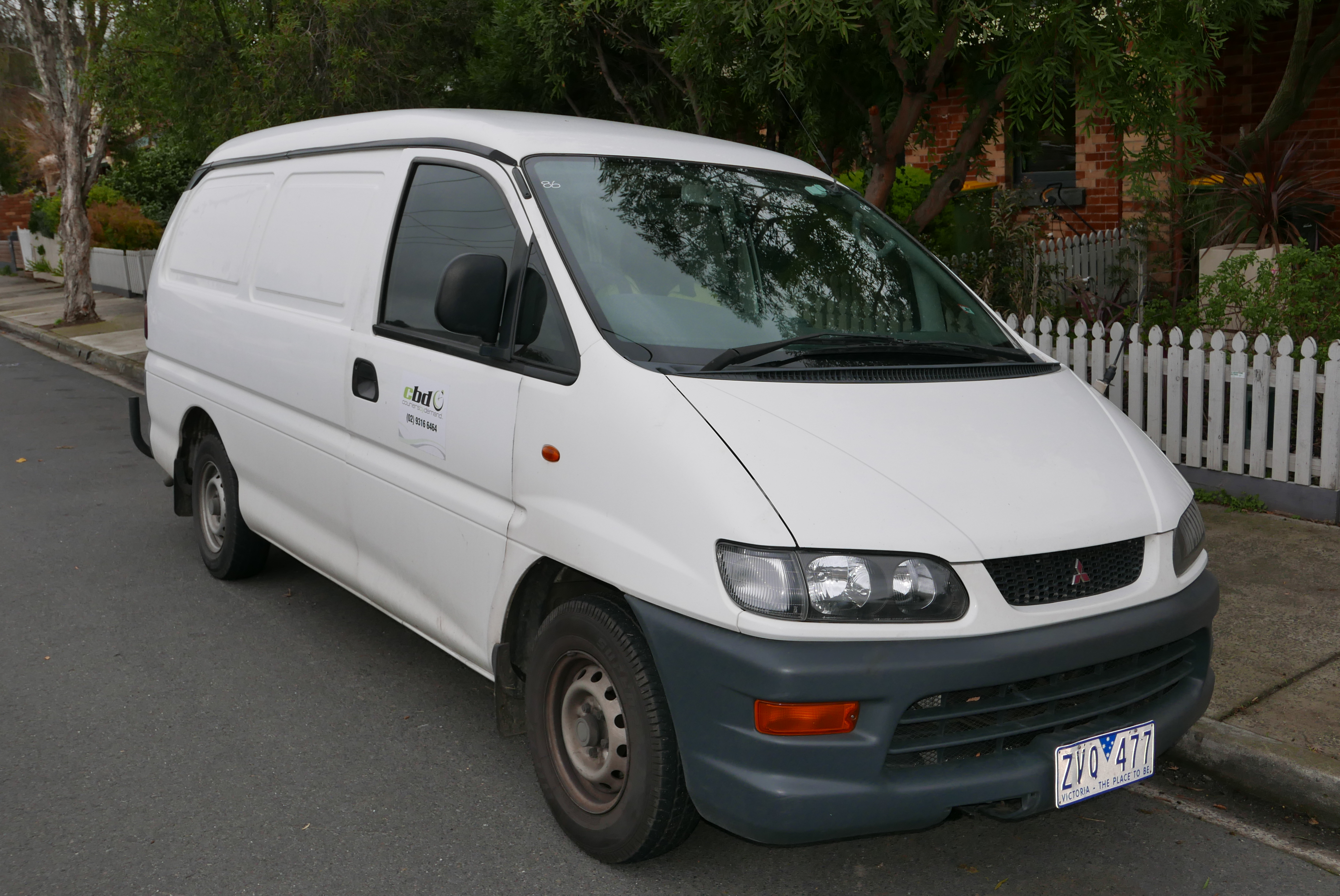
Mitsubishi Express (1997-2007)

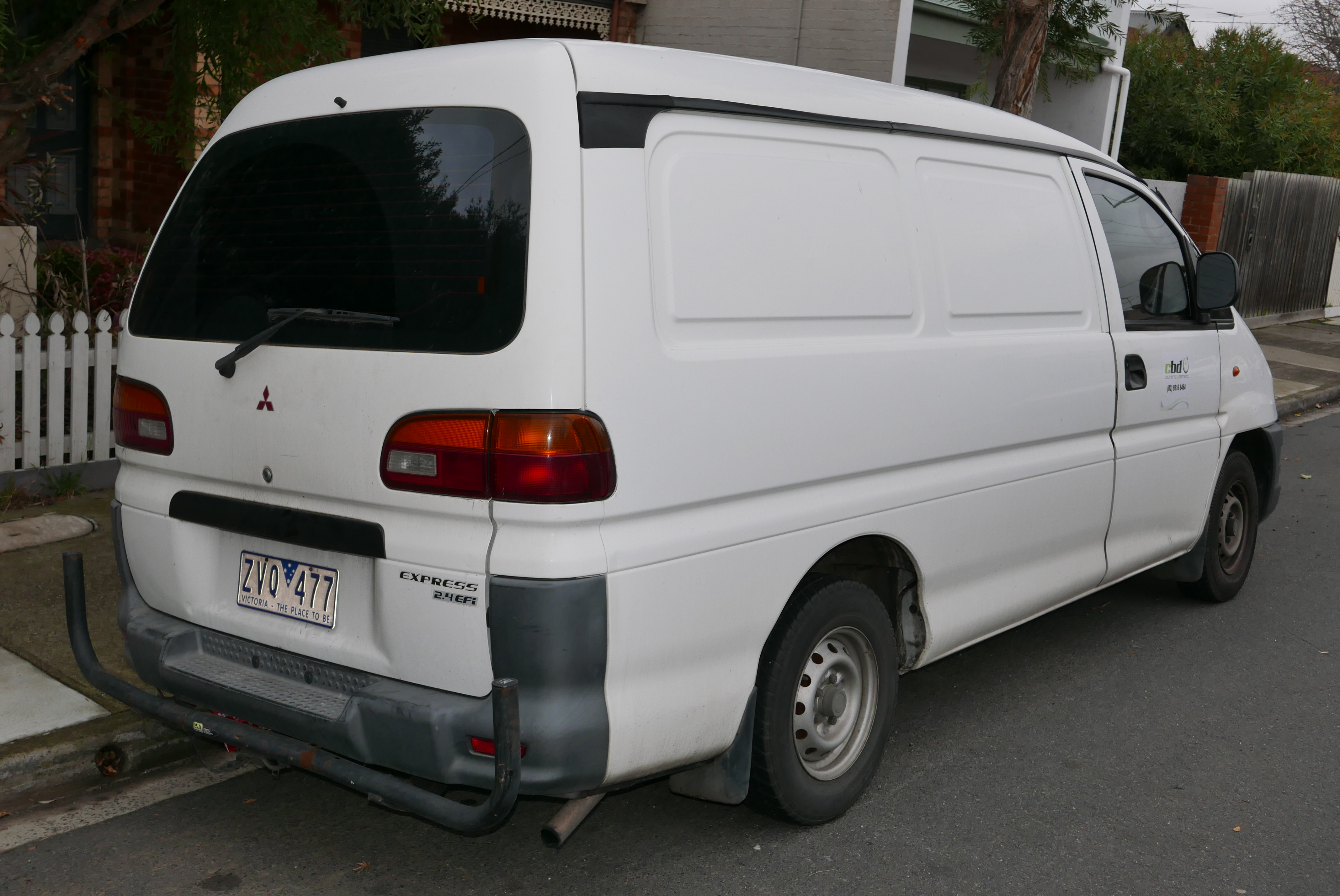
Mitsubishi Express (1997-2007)

Delica Space Gear була додана до лінії в 1994 році і є четвертим поколінням Delica. Поза межами Японії продається під ім'ям Mitsubishi L400. До речі, попереднє покоління ще продовжувало випускатися до 1998 року, але малою серією.
Delica Space Gear пропонується в різних варіантах кузова та салону. Автомобіль являє собою мінівен, як правило повнопривідний (4WD), але бувають і задньоприводні. Має ідентичну з Pajero Sport підвіску і комплектується тими ж двигунами. 
Повноприводна версія оснащена системою Super select c міжосьовим диференціалом що дозволяє користуватися повним приводом на будь-яких швидкостях і покриттях. На відміну від попереднього покоління, тепер у важеля роздавальної коробки було чотири положення.
У 1998 році Delica кілька модернізували, змінивши передній бампер, позбавивши його кенгурятника і додавши в салон дві подушки безпеки. Двигун 4М40 отримав електронне управління двигуном EFI, що підвищило потужність з 125 к.с. до 140 к.с і знизило надійність паливного насоса. Стала встановлюватися інша автоматична КПП з електронним управлінням, в задньому мосту з'явився новий, більш надійний, вид блокування Herical. З'явився шкіряний салон Chamonix в заводській комплектації, повітряні подушки безпеки для переднього пасажира (до цього подушки були доступні як опція тільки для водія).
Цю модель виробляли до 2000 року.
У 2004 році у продажу з'являється оновлений варіант Mitsubishi Delica Space Gear. Кардинальних заходів, щодо зміни іміджу автомобіля зроблено не було. Замість звичного дизельного двигуна на Delica встановили бензиновий.
Екстер'єр прикрасили променисті срібні передні фари. Крім того, змінили положення передніх, задніх і бічних фар. Протитуманні фари стали опцією, що дозволило знизити вартість моделі. У салоні встановили шкіряні сидіння з популярного матеріалу «алькантара». Рульове колесо обтягнуте натуральною шкірою. У комплектації Super exceed кермо був виконаний з дерева і шкіри.
Вантажопідйомність в залежності від пасажиромісткості (від двох до шести чоловік) і колісної бази - від 350 до 800 кг. Конструкція традиційна для даного класу - рамний кузов, класична компоновка, пружинна передня і незалежна ресора задня підвіски.
Комерційна версія четвертого покоління, що поставляється на експорт, називалася Mitsubishi L400, в той час як пасажирська - Mitsubishi Space Gear - без використання слова Delica.

### Двигуни
Бензинові
- 2.0 л 4G63 Р4
- 2.4 л 4G64 Р4 145 к.с. 206 Нм
- 3.0 л 6G72 V6 185 к.с. 265 Нм

Дизельні
- 2.5 л 4D56 Р4 105 к.с. 240 Нм
- 2.8 л 4M40 Р4 140 к.с. 314 Нм

## П'яте покоління (з 2007)
На автосалоні в Токіо в 2005 році компанія Mitsubishi показала концепт D5 - передньо або повнопривідний мінівен. Серійне виробництво моделі під назвою Mitsubishi Delica D5 почалося в 2007 році. Автомобіль збудовано на платформі Mitsubishi GS.
Останнє покоління мінівену Delica - це спритна, стильна альтернатива популярним багатофункціональним транспортним засобам. Автомобіль став яскравим підтвердженням вислову «зовнішність буває оманливою». Зовні він виглядає вкрай компактно, зокрема D:5 на 9 см коротший та на 8.9 см вужчий, ніж Ford Galaxy. Виділитись на фоні інших мінівенів йому допомагають плавні лінії, коренасті колеса та решітка радіатора, виконана у стилі Hummer. За внутрішню виразність відповідають футуристична центральна консоль та подвійні циферблати. Для зручності, дверцята багажного відділення та задні розсувні двері оснащені електроприводом. Остання версія транспортного засобу може похвалитись безпечним корпусом RISE від Mitsubishi, системою повного приводу, низьким рівнем споживання пального, безступінчастою коробкою передач та значною кількістю електричних пристроїв.
В 2019 році модель оновили.

### Двигуни
Бензинові
- 1,998 л 4B11 Р4 140 к.с.
- 2,359 л 4B12 Р4 168 к.с.

Дизельні
- 2,268 л 4N14 Р4 148 к.с.

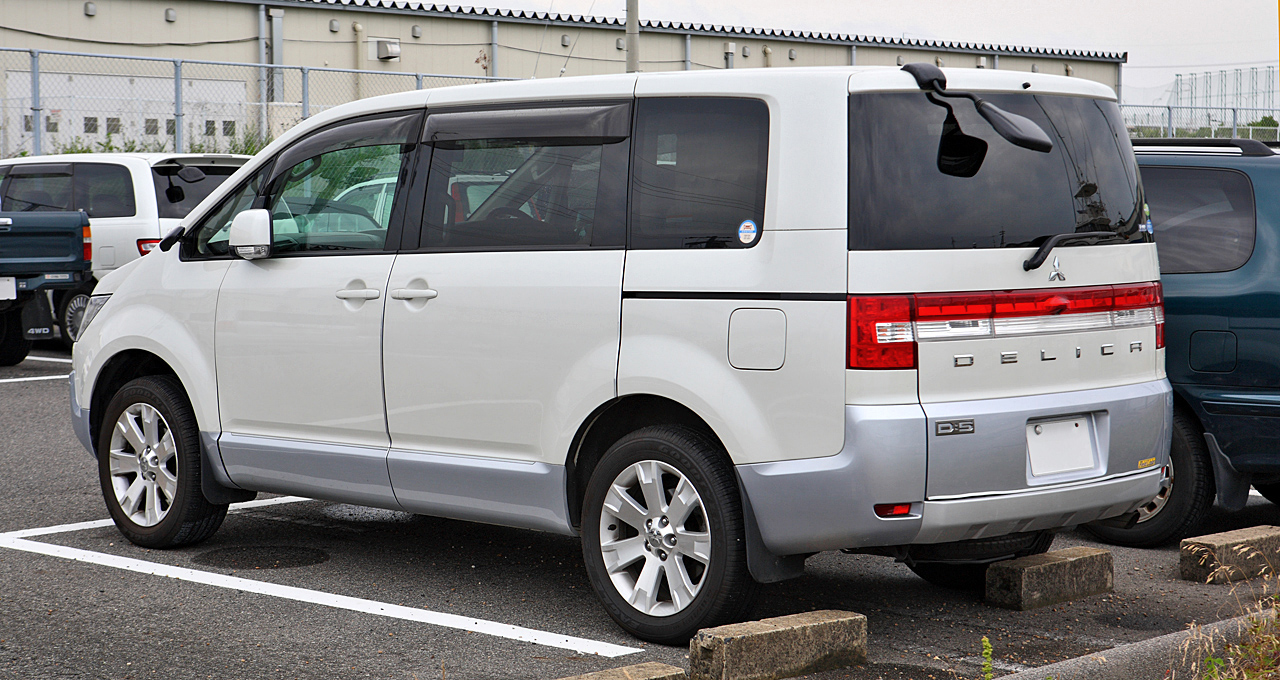
Вид ззаду
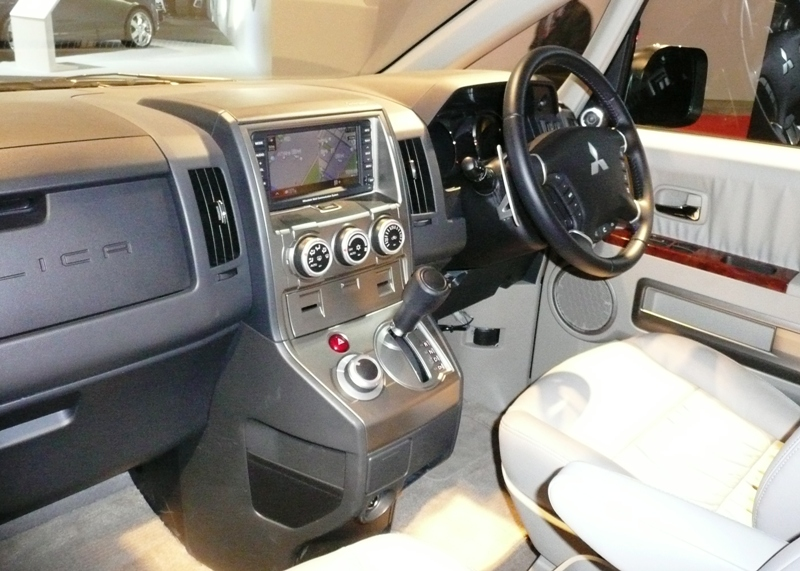
Інтер’єр
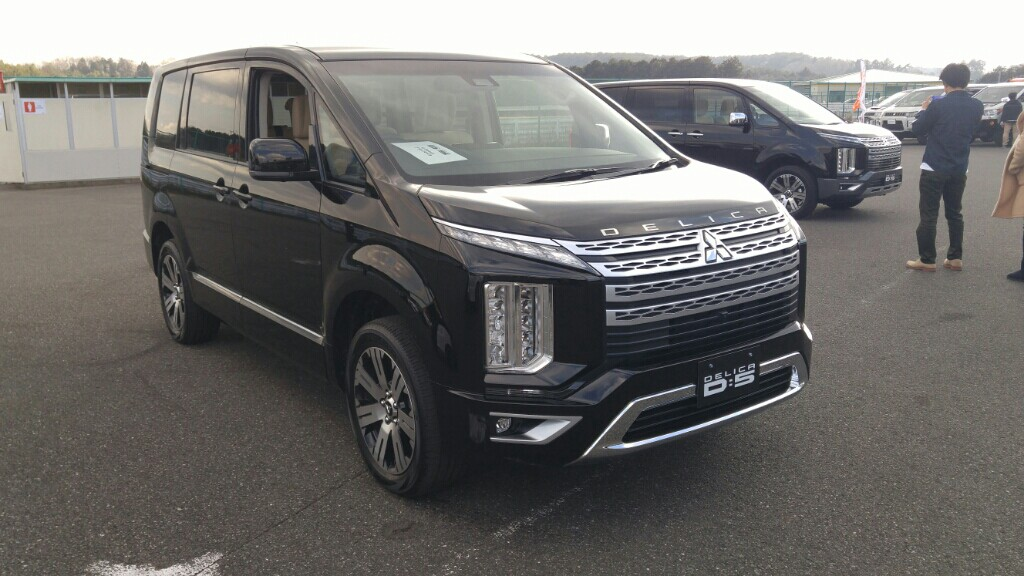
Рестайлінг 2018
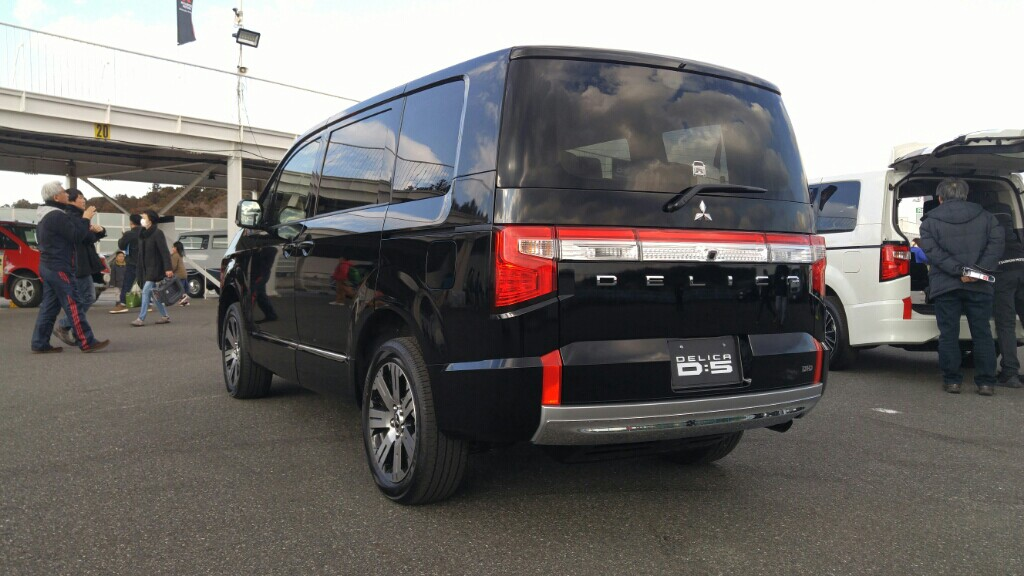
Вид ззаду

### Mitsubishi Delica Mini (B34A/B35A/B37A/B38A)
Delica Mini є ключовою варіацією серії Delica. Він замінив eK X Space, але все ще базується на ньому, і надійшов у продаж у травні 2023 року.  Він пропонується в рівнях G, G Premium, T і T Premium.

### Нагороди
Mitsubishi Delica Mini виграла нагороду «Дизайн Автомобіль року» у конкурсі «Автомобіль року в Японії» 2023-2024. Супервисокий універсал kei-car від Mitsubishi Motors Corporation отримав нагороду «Дизайн-автомобіль року» на церемонії нагородження «Автомобіль року в Японії» 2023-2024. Ця престижна нагорода відзначає автомобілі з винятковим дизайном екстер’єру та інтер’єру. Це значне досягнення для Mitsubishi Motors, оскільки вони вперше отримали цю нагороду. 

## Інші моделі під маркою Delica
У період з листопада 1999 по 2010 рік компанія Mitsubishi продавала в Японії Mazda Bongo, замінивши грузовий варіант четвертого покоління Delica на цьому ринку. У 2011 році компанія замінила цю модель Nissan NV200, яка продається під назвою Mitsubishi Delica D:3.
У березні 2011 року з'явився невеликий пасажирський фургон Mitsubishi Delica D:2, створений на основі Suzuki Wagon R.

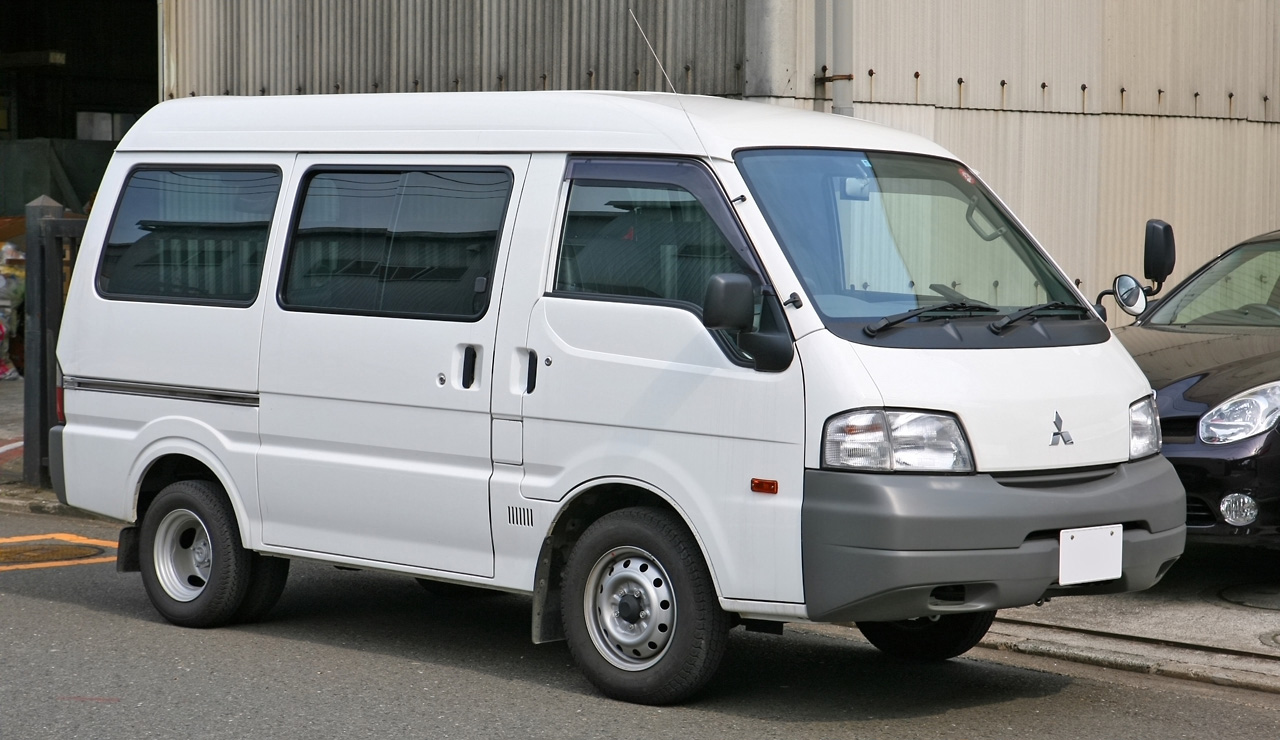
Mitsubishi Delica Основна стаття: Mazda Bongo
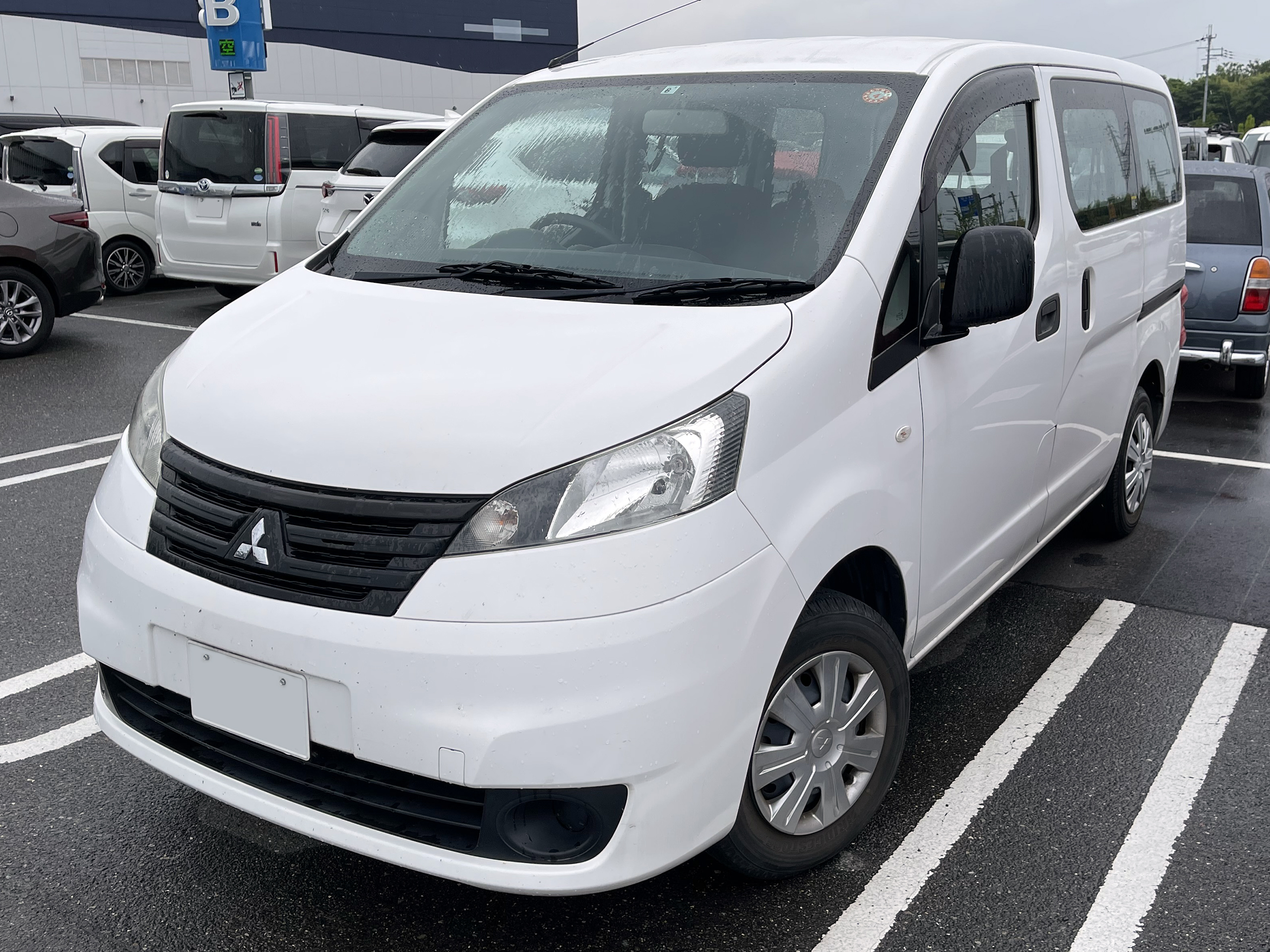
Mitsubishi Delica D:3 Основна стаття: Nissan NV200
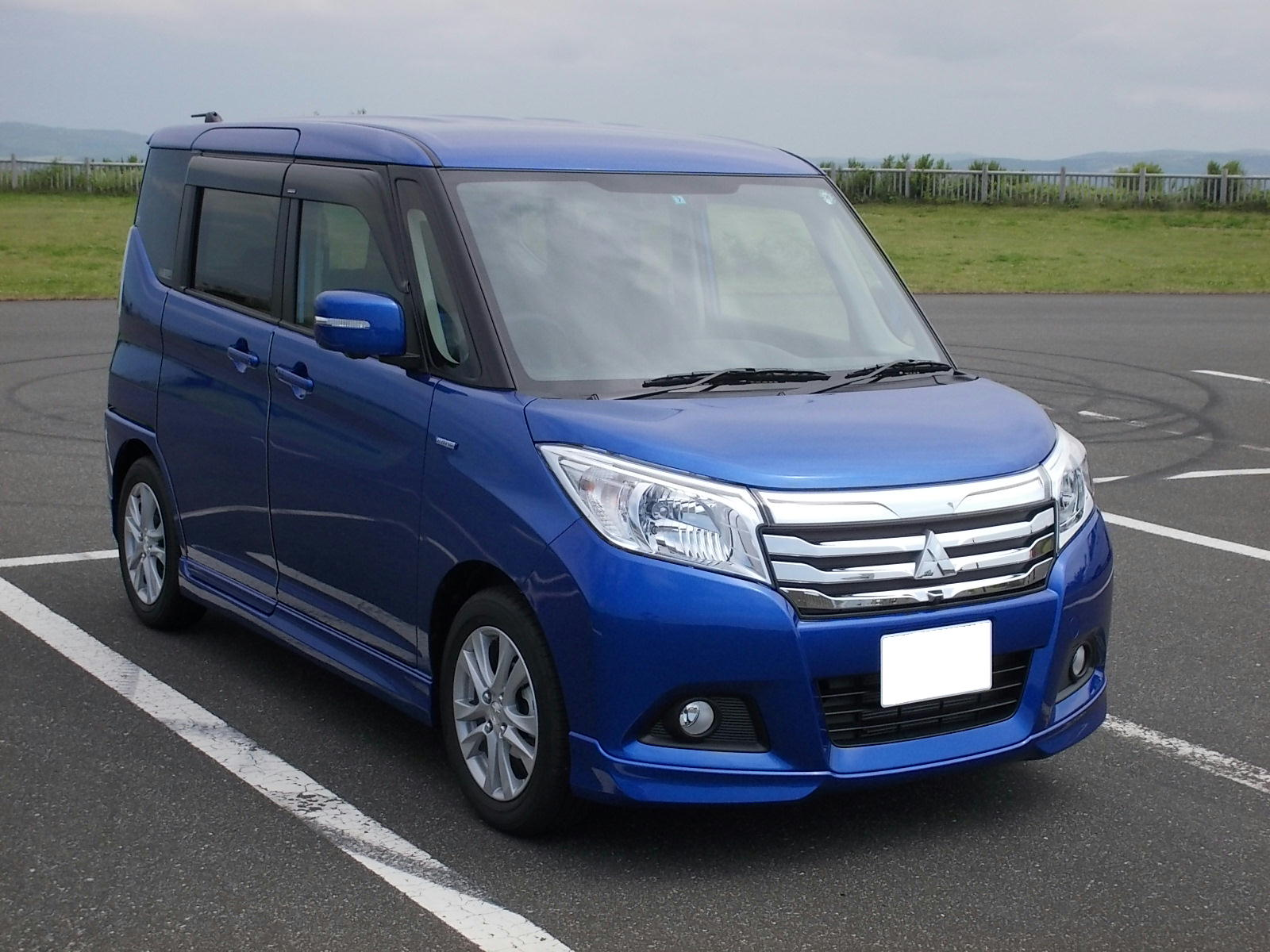
Mitsubishi Delica D:2 Основна стаття: Suzuki Wagon R